# Choi Soo-yeon
Choi Soo-Yeon –en hangul, 최수연– (23 de novembre de 1990) és una esportista sud-coreana que competeix en esgrima, especialista en la modalitat de sabre.
Va participar en els Jocs Olímpics de Tòquio 2020, obtenint una medalla de bronze en la prova per equips.
Va guanyar dues medalles de bronze en el Campionat del Món d'esgrima els anys 2018 i 2019.

## Palmarès internacional
| Jocs Olímpics     | Jocs Olímpics      | Jocs Olímpics | Jocs Olímpics    |
| Any               | Lloc               | Medalla       | Prova            |
| ----------------- | ------------------ | ------------- | ---------------- |
| 2020              | Tòquio (Japó)      | 3             | Sabre per equips |
| Campionat del món |                    |               |                  |
| Any               | Lloc               | Medalla       | Prova            |
| 2018              | Wuxi (Xina)        | 3             | Sabre per equips |
| 2019              | Budapest (Hongria) | 3             | Sabre per equips |